# Paul Moore
Paul Moore junior (ur. 15 listopada 1919 w Morristown, zm. 1 maja 2003 w Nowym Jorku) – amerykański duchowny, biskup diecezji nowojorskiej Kościoła Episkopalnego w latach 1972–1989, działacz społeczny i polityczny, aktywista na rzecz rozbrojenia nuklearnego. Podczas II wojny światowej służył jako żołnierz marines w kampaniach na Guadalcanalu i Guam.

## Życiorys
Paul Moore pochodził z bogatej rodziny amerykańskich prawników i finansistów. Jego rodzicami byli przedsiębiorca Paul senior oraz Fanny Mann Hanna, bratanica senatora Marka Hanny z Ohio. Ukończył ekskluzywną St. Paul's School w Concord, zaś w 1941 uzyskał dyplom Uniwersytetu Yale.
Po ataku na Pearl Harbor został żołnierzem US Marine Corps. W składzie 1 Dywizji Marines wziął udział w walkach na Tulagi i Guadalcanalu w 1942. Został poważnie ranny i odesłany na leczenie do Stanów Zjednoczonych. Na front powrócił w 1944, jako oficer, dowódca kompanii w czasie walk na Guam. Służbę wojskową zakończył w 1945 w stopniu kapitana. Został odznaczony między innymi Krzyżem Marynarki Wojennej, Srebrną Gwiazdą oraz Purpurowym Sercem.
W 1946 wstąpił do General Theological Seminary w Nowym Jorku, w grudniu 1949 otrzymał sakrament święceń. Pracował między innymi w parafiach w Jersey City i Indianapolis, uczestnicząc aktywnie w działalności na rzecz bezdomnych i mieszkańców podmiejskich ubogich dzielnic. Występował na rzecz równouprawnienia i przeciwko dyskryminacji rasowej, brał udział w marszach organizowanych przez Martina Luthera Kinga. Swoje doświadczenia opublikował w książce The Church Reclaims the City z 1964. W tym samym roku został biskupem sufraganem diecezji waszyngtońskiej. W stolicy działał na rzecz praw człowieka, uczestniczył również w opozycji wobec wojny wietnamskiej. Zorganizował koncert muzyki rockowej w katedrze. W 1969 został koadiutorem diecezji nowojorskiej, trzy lata później jej trzynastym biskupem.
Jako biskup diecezjalny wciąż prowadził szeroką działalność społeczną i polityczną. Wspierał inicjatywy na rzecz równości rasowej i równouprawnienia płci w kościele i społeczeństwie. Był zwolennikiem kapłaństwa kobiet i osób homoseksualnych. W 1977 jako pierwszy udzielił święceń kapłańskich otwarcie homoseksualnej kobiecie. Jako działacz na rzecz rozbrojenia nuklearnego wszedł w skład amerykańskiej delegacji na rozmowy rozbrojeniowe w Moskwie w 1982. Wspierał ruch obrońców praw człowieka w Timorze Wschodnim i występował przeciwko wojnie z Irakiem. W diecezji doprowadził do odnowienia nowojorskiej katedry św. Jana Bożego i ożywienia życia społecznego wokół niej. Gościł między innymi Dalajlamę, pastora Jessego Jacksona i rabina Marshalla Meyera. Przeszedł na emeryturę w 1989, nie zaprzestał jednak działalności politycznej i społecznej. Dzięki niej stał się popularnie znany jako „biskup Nowego Jorku”.
Opublikował jeszcze Take a Bishop Like Me (1979) oraz autobiografię Presences: A Bishop’s Life in the City (1997). Był dwukrotnie żonaty: w 1944 ożenił się z Jenny McKean, zmarłą w 1973; w dwa lata po śmierci pierwszej żony zaś z Brendą Hughes (zm. 1999). Z pierwszego małżeństwa miał dziewięcioro dzieci. Zmarł w następstwie nowotworu, w swoim domu w Greenwich Village.